# Kyrkorätt
Kyrkorätt handlar om statens förordningar med avseende på (kristen) religion och kyrkliga samfund, medan kyrkornas interna regleringar av trosfrågor, inre arbete och organisation räknas till den kanoniska rätten. 
Den svenska kyrkorätten reglerades först i landskapslagarnas kyrkobalkar, kompletterade av 1571 års kyrkoordning.

## 1686 års kyrkolag
När kyrkoordningen senare utökades med särskilda stiftsordningar (synodalakter), förlorades enhetligheten, och man insåg behovet av en ny kyrklig lagstiftning. Efter åtskilliga fruktlösa förarbeten kom en sådan till stånd genom 1686 års kyrkolag. Den kompletterades från och med 1982 av ett internt kyrkligt regelverk, Svenska Kyrkans Författningssamling, som antogs av Ombudsmötet. Kyrkolagen 1686 ersattes 1993 av en ny kyrkolag. 

## Nuvarande kyrkoordning
När Svenska kyrkan upphörde att vara statskyrka år 2000 avskaffades både 1993 års kyrkolag och Svenska Kyrkans Författningssamling. Istället trädde tre dokument i kraft:
- den nuvarande av Kyrkomötet antagna Kyrkoordningen
- Lag om Svenska kyrkan (stiftad av Sveriges riksdag)
- Lagen om trossamfund (stiftad av Sveriges riksdag)

I kraft av Uppsala mötes beslut 1593 är det teologiska innehållet i 1571 års kyrkoordning alltjämt normerande för Svenska kyrkan, vilket inte gäller för de juridiska bestämmelserna i kyrkoordningen.